# İbrahim Akın
İbrahim Akın (Smirne, 4 gennaio 1984) è un ex calciatore turco, di ruolo centrocampista.

## Caratteristiche tecniche
Ala sinistra, può giocare nel medesimo ruolo sulla fascia opposta o come attaccante.

## Carriera

### Club
Nell'estate 2004 il Beşiktaş lo preleva in cambio di € 0,5 milioni. Dopo quattro stagioni, lo cede all'Istanbul B.B. per € 0,6 milioni. Nel 2011 resta svincolato e, ingaggiato dal Gaziantepspor, ritorna a calcare un campo di calcio solo nella stagione 2013-2014.

### Nazionale
Esordisce l'8 ottobre 2005 contro la Germania (2-1).

## Palmarès

### Club

#### Competizioni nazionali
- Coppa di Turchia: 2

Beşiktaş: 2005-2006, 2006-2007
- Supercoppa di Turchia: 1

Beşiktaş: 2006